# Los Reyes (telenovela)
Los Reyes es una telenovela colombiana producida por RCN Televisión en 2005. Es la adaptación de la novela argentina Los Roldán.
Protagonizada por Enrique Carriazo y Geraldine Zivic, los protagonistas juveniles Julián Román, Margarita Muñoz, Daniel Arenas y Constanza Camelo, la actuación antagónica de Diego Trujillo como el villano principal de la telenovela, con el debut en la televisión colombiana de la actriz cubana Jackeline Arenal y la actriz transgénero Endry Cardeño; además contó con el regreso a la televisión colombiana de la primera actriz Rosita Alonso y la actuación estelar de Yaneth Waldman.

## Sinopsis
Es la historia de una familia humilde y Edilberto "Beto" Reyes, el jefe de la familia, que repentinamente es nombrado como el presidente de una empresa multinacional. Esto pasa después de evitar el suicidio de Doña Mercedes Rubio, la presidenta y dueña del Grupo GER, una millonaria mujer de avanzada edad que sufre de una  "supuesta" enfermedad terminal. Beto muestra a la mujer su vida diaria y su gente, mientras ella se recupera. La ejecutiva como agradecimiento, lo deja al mando de su empresa, mientras ella viaja a Francia a seguir un tratamiento.
Es así como la familia Reyes se muda de su humilde casa a la lujosa mansión de doña Mercedes, quién además es vecina de los Iriarte, una familia adinerada a la que solo le importa eso. En ese momento se comenzarán a desarrollar una serie de sucesos, tanto trágicos como cómicos, los que traerán más de un dolor de cabeza a Beto y a toda su familia. Unido a que los Iriarte no soportarán a sus nuevos vecinos y les harán la vida imposible.

## Elenco

### Principal
| Intérprete             | Personaje                                                 |
| ---------------------- | --------------------------------------------------------- |
| Enrique Carriazo       | Edilberto "Beto" Reyes Serrano                            |
| Diego Trujillo         | Emilio Joaquín Iriarte De Las Casas                       |
| Geraldine Zivic        | Natalia Bernal                                            |
| Geraldine Zivic        | Lulú (Perrita Argentina) (Sólo voz)                       |
| Jackeline Arenal       | Mayoli "Yoli" González                                    |
| Jackeline Arenal       | Ángela González de Reyes † (Flashback)                    |
| Endry Cardeño          | Isabel "Laisa" Reyes Serrano Raúl Reyes Serrano           |
| Julián Román           | Leonardo Giovanny Reyes González                          |
| Julián Román           | Tarzán Reyes González (perro) (Sólo Voz)                  |
| Yaneth Waldman         | Katherine Leticia "Katty" Vanegas de Iriarte de Las Casas |
| Yaneth Waldman         | Violet Iriarte Vanegas, la perrita (Sólo Voz)             |
| Ricardo Vélez          | Armando Valenzuela                                        |
| Diego Vélez            | Eliseo "Cheo" Varona                                      |
| Alberto León Jaramillo | Hernán Cifuentes                                          |
| Rosita Alonso          | Mercedes Rubio                                            |
| Carmenza González      | Libia Dulcinea del Toboso González                        |
| Orlando Valenzuela     | Martín Castro Novo                                        |
| Chela del Río          | Doña Rosita                                               |
| Juan Camilo Hernández  | Mateo Aponte                                              |
| Daniel Arenas          | Santiago "Santi" de Jesús Iriarte Vanegas                 |
| TIberio Cruz           | Édgar Galindo                                             |
| Margarita Muñoz        | María del Pilar "Pilarica" Valenzuela Godoy               |
| Constanza Camelo       | Hilda Edilberta Reyes González                            |
| Jery Sandoval          | María del Carmen Reyes González                           |
| Nataly Umaña           | Mónica                                                    |
| Catherine Mira         | Maritza Galindo                                           |
| Katty Rangel           | Leopoldina "Lolita"                                       |
| Isaac Montealegre      | Andrés "Totoy" Reyes González                             |

### Secundario
Están en órden alfabético
| Intérprete                 | Personaje                            |
| -------------------------- | ------------------------------------ |
| Alfonso Ortíz              | Eduardo Pinzón                       |
| Beatriz Roldán             | María Fernanda Urdaneta Villa "Mafe" |
| Bianca Arango              | Ella Misma                           |
| David Ramírez López        | Henry Wilson Sastoque                |
| Oscar Dueñas               | Jorge                                |
| Germán Tovar               | Arturo Segura "Arturito"             |
| Henry Pérez                | Don Nachito                          |
| Jenny Vargas               | Alegrina Rico                        |
| Valentina Cabrera Lemaitre | Annie                                |
| William Márquez            | Ernesto 'Chiqui' Peralta             |

### Actuaciones Especiales
Personajes que aparecían esporádicamente en la novela, o por algunos episodios.Están en orden alfabético.

| Intérprete             | Personaje                                         | Rol                              |
| ---------------------- | ------------------------------------------------- | -------------------------------- |
| Aída Morales           | Carmen                                            | Estafadora                       |
| Alejandra Miranda      | Señora Godoy                                      | Mamá de Pilar                    |
| Carlos Arbeláez        | Manolo                                            | Compañero de Beto en la plaza    |
| Gabriel Valenzuela     | Felipe Donoso                                     | Productor del Canal 4            |
| Edgardo Román          | Sigifredo León                                    | Empresario amigo de Beto         |
| Geoffrey Deakin        | Mike                                              | Exnovio de Natalia               |
| Héctor Rivas           | Mario Ramírez Serrano                             | Tío loco de Beto y Laisa         |
| Jairo Camargo          | Doctor Simón Rodríguez                            | Psiquiatra de Emilio             |
| Jossé Nárvaez          | Melquiades                                        | Falso novio de Laisa             |
| Juan Sebastián Caicedo | Francisco Guerrero                                | Asistente de Beto                |
| Julio César Herrera    | Doctor Snouser                                    | Veterinario                      |
| Lucas Velázquez        | Él Mismo                                          | Amigo de Santiago.               |
| Manuel Busquets        | Jorge Corredor                                    | Director Escudería Chevrolet-GER |
| María Cristina Gálvez  | Agustina Echavarría viuda de Iriarte de las Casas | Mamá de Emilio                   |
| Marisela González      | María Eugenia Reyes Serrano                       | Hermana de Beto y Laisa          |
| Montserrat Espadalé    | Carolina Iriarte                                  | Sobrina de Emilio                |
| Natalia Durán          | Keiko Miyamoto                                    | Esposa de empresario japonés     |
| Santiago Soto          | Gerardo Patiño                                    | Abogado de Kathy                 |
| Teresa Gutiérrez       | Doña Flor Ramírez Serrano                         | Mamá de Beto                     |
| Thana Carvajal         | Luz Dary                                          | Exnovia de Raúl                  |
| Vicky Rueda            | Adriana Malabe                                    | Gerente Asociación Empresarios   |
| Vilma Vera             | Susana "Susy"                                     |                                  |

### Invitados especiales
Personajes de la farándula, que aparecieron como ellos mismos en la telenovela.
| Celebridad                       | Ocupación                         | País Origen |
| -------------------------------- | --------------------------------- | ----------- |
| Alfredo Gutiérrez                | Cantautor y acordeonero vallenato | Colombia    |
| Ana Karina Soto                  | Presentadora                      | Colombia    |
| Ana Sofía Henao                  | Modelo                            | Colombia    |
| Andrea Martínez                  | Actriz                            |             |
| Andrea Serna                     | Presentadora                      | Colombia    |
| Beto Cuevas                      | Cantante de rock                  | Chile       |
| Carolina Cruz                    | Modelo y Presentadora             | Colombia    |
| César Mora                       | Actor y cantante                  | Colombia    |
| Diego Ramos                      | Actor                             | Argentina   |
| Galy Galiano                     | Cantante de música popular        | Colombia    |
| Graciela Torres La Negra Candela | Periodista de farándula           | Colombia    |
| Janín Farias                     | Tarotista                         | Venezuela   |
| Jorge Enrique Abello             | Actor                             | Colombia    |
| José Gabriel Ortíz               | Periodista                        | Colombia    |
| José Gaviria                     | Productor musical                 | Colombia    |
| Jota Mario Valencia †            | Presentador                       | Colombia    |
| Juan Carlos Coronel              | Cantante y compositor             | Colombia    |
| Julio                            | Cantante                          | Colombia    |
| Helenita Vargas †                | Cantante de ranchera              | Colombia    |
| Hernán Zajar                     | Diseñador de Modas                | Colombia    |
| La Ley                           | Agrupación de rock                | Chile       |
| Los Tupamaros                    | Agrupación de música tropical     | Colombia    |
| Lucas Arnau                      | Cantante                          | Colombia    |
| Lucía Nader                      | Sexóloga                          | Colombia    |
| Maía                             | Cantante                          | Colombia    |
| Mauricio "Chicho" Serna          | Exfutbolista                      | Colombia    |
| Pepe Sánchez †                   | Actor y director                  | Colombia    |
| Pirry                            | Periodista                        | Colombia    |
| Raúl Santi                       | Cantante de baladas               | Colombia    |
| Ricardo Montaner                 | Cantante                          | Venezuela   |
| Rodrigo Castro                   | Presentador de farándula          | Colombia    |
| Yuldor Gutiérrez                 | Director de televisión            | Colombia    |

## Premios

### Premios India Catalina2005
- Mejor telenovela
- Mejor actriz de reparto (Yaneth Waldman)
- Mejor actor protagónico (Diego Trujillo)
- Revelación del año (Endry Cardeño)

### Premios TVyNovelas 2005
- Actriz de reparto favorita (Yaneth Waldman)
- Actor de reparto favorito (Julián Román)
- Revelación del año (Endry Cardeño)
- Revelación del año (Constanza Camelo)

## Banda sonora
Basada en el CD que se lanzó con la banda sonora 
| Título                       | Intérprete         | Autor                                             |
| ---------------------------- | ------------------ | ------------------------------------------------- |
| El Plebeyo                   | Constanza Camelo   | Felipe Pinglo Alva                                |
| Frío de Ausencia             | Constanza Camelo   | Orlando Galeano Hernández                         |
| Gente Buena                  | Palito Ortega      | Sebastián Ortega                                  |
| Gente Buena (Tecno-Tropical) | Constanza Camelo   | Sebastián Ortega                                  |
| La Gata                      | Endry Cardeño      | Mauricio Rodríguez                                |
| María de los guardias        | Marisella González | Carlos Mejía Godoy                                |
| Mío                          | Constanza Camelo   | José Ramón García Flórez César Manuel Valle Rojas |
| Mí corazoncito               | Constanza Camelo   | Juan Gabriel Turbay                               |
| Mi Diosa Coronada            | Julián Román       | Mauricio Rodríguez                                |
| Mi Tía Laisa                 | Constanza Camelo   | Constanza Camelo                                  |
| Nosotros somos los Reyes     | David Castro       | Ernesto Farji Roberto Brandwayn                   |
| Pa'l Carnaval                | Julián Román       | Mauricio Rodríguez                                |
| Traicionero                  | Constanza Camelo   | Manuel Mantilla                                   |
| Tu señorita                  | Yaneth Waldman     | Juan Gabriel Turbay                               |
| Yo no te pido la Luna        | Constanza Camelo   | Daniela Romo Luigi Albertelli Enzo Malepasso      |

## Otras versiones
- Anteriormente en 2004, la productora mexicana TV Azteca realiza su versión llamada Los Sánchez, producida por Genoveva Martínez y Carlos Moreno Laguillo y protagonizada por Luis Felipe Tovar y Martha Mariana Castro.[9]
- Entre 2007 y 2008 Megavisión hizo la versión chilena de la historia, cuyo título fue Fortunato en producida por Iván Canales y protagonizada por Marcial Tagle y Mariana Loyola.
- Entre 2011 y 2012 Televisa hizo su propia versión, comenzada en 2010 con el título de Una familia con suerte y protagonizada por Arath de la Torre y Mayrin Villanueva.
- En 2024, Ecuavisa estrenó una nueva versión de esta historia con el nombre de Los García, protagonizada por Diego Spotorno y Cecilia Cascante[10]